# Lummox
Lummox es una película sonora pre-Code estadounidense de 1930 dirigida por Herbert Brenon y protagonizada por Winifred Westover, basada en la novela de 1923 de Fannie Hurst del mismo nombre. Fue estrenada a través de United Artists en Alemania el 13 de enero, y en América el 18 de enero de 1930.

## Trama
Bertha Oberg, una sirvienta sueca sin educación, es conocida por el despectivo apodo de Lummox, que significa persona lenta o estúpida, y es criticada por la mayoría de las personas que conoce. Sin embargo, Rollo Farley, el hijo de su patrón, se siente inspirado por Bertha y escribe poesía sobre ella, con versos que incluyen "Una torre de silencio bajo el mar."
Rollo seduce a Bertha, y cuando ésta descubre más tarde que está embarazada, abandona su empleo sin comunicar a nadie su estado. Su hijo es entregado a una familia adinerada, y ella se entera a veces de él por uno de los criados de la familia. Le dicen que toca el piano y que sus padres lo enviarán a Europa a estudiar música. La inspiración para ser músico se debe a una concertina que Bertha envió anónimamente a su hijo.
Bertha se entera de que su hijo tocará en el Carnegie Hall. Compra una entrada y puede ver y oír a su guapo hijo tocar el piano. Al final de la película, Bertha es demasiado mayor para seguir trabajando como sirvienta. Entra en una panadería regentada por un amable viudo, que le pide que viva en su casa y cuide de sus hijos huérfanos de madre.

## Reparto
- Winifred Westover – Bertha Oberg
- Dorothy Janis – Chita (*acreditada como Dorothy King)
- Lydia Yeamans Titus – Annie Wennerberg
- Ida Darling – Mrs. Farley
- Ben Lyon – Rollo Farley
- Myrta Bonillas – Veronica Neidringhous
- Cosmo Kyrle Bellew – John Bixby
- Anita Bellew – Mrs. John Bixby
- Robert Ullman – Paul Bixby
- Clara Langsner – Mrs. Wallenstein Sr.
- William Collier, Jr. – Wally Wallenstein
- Edna Murphy – May Wallenstein
- Torben Meyer – Silly Willie
- Fannie Bourke – Mrs. McMurtry
- Myrtle Stedman – Mrs. Ossetrich
- Danny O'Shea – Barney
- William Bakewell – Paul Charvet
- Sidney Franklin – Mr. Meyerbogen
- Dickie Moore – Bit
- Billy Seay – Petey

## Producción
‘’Lummox’’ supuso el regreso de Westover a la actuación tras varios años de interrupción; los términos de un acuerdo firmado durante los trámites de su divorcio de William S. Hart en 1922 le impedían explícitamente trabajar en el cine en cualquier calidad o asociarse con el nombre de Hart. Sin embargo, Westover solicitó al tribunal el derecho a actuar con su apellido de soltera, y se le permitió volver a trabajar. Tras leer la novela de Hurst y con el deseo de participar en la adaptación cinematográfica, se puso en contacto tanto con Hurst como con el director de la película, Herbert Brenon, y fue elegida para el papel protagonista de Bertha Oberg.
Para interpretar a esta sirvienta corpulenta, Westover comió alimentos grasos, evitó hacer ejercicio y engordó cuarenta libras. Para que pareciera una persona que trabajaba durante largas horas, el director le dio zapatos con suelas de cinco kilos de plomo y le hizo llevar un vestido con cinco kilos de plomo en el cuello, cinco en los puños de las mangas y diez en el dobladillo de la falda.
El ingeniero de sonido Ed Bernds no guardaba buenos recuerdos de Brenon: "Muchos de los directores del cine mudo eran unos farsantes. No tenía buena opinión de Herbert Brenon, por ejemplo. Era el tipo de director antiguo e imperioso. Señorial, exigente. Había una escena en Lummox, en la que se suponía que Winifred Westover era traicionada por Ben Lyon, que la había dejado embarazada. Él le tira dinero y ella lo coge y lo rompe con los dientes. Bueno, Brenon exigió dinero de verdad! Y varias tomas. El pobre hombre de utilería iba por ahí pidiendo dinero prestado al equipo. Era el síndrome imperial de los directores de cine mudo."

## Recepción
Westover recibió elogios por su interpretación: "La caracterización de Winifred Westover de una sirvienta pechugona, cuyo pequeño mundo ha sido la atmósfera monótona de casas de alojamiento baratas, humanidad de mala muerte y empleadores crueles, alcanza cotas que rara vez se alcanzan." En ocasiones se ha dicho erróneamente que fue nominada al Óscar a la mejor actriz por su interpretación en la película, pero en las bases de datos de los Oscar no se menciona tal nominación.

## Estado de preservación
Una copia de la película se conserva en el British Film Institute, y copias de archivo de la banda sonora se conservan en el Archivo de Cine y Televisión de la UCLA en cinco discos. La película tenía una banda sonora Movietone, sin embargo, los discos se prepararon para cines que aún no estaban cableados para sonido en película.